# Antiinflacijska politika
Antiinflacijska politika (engl. anti-inflationary policy, njem. antiinflationäre/gegeninflationäre Maßnahmen) je skup mjera koje poduzima vlada jedne države u okviru opće ekonomske politike kako bi suzbila inflaciju; obično se rabi kao sinonim za stabilizacijsku politiku, odnosno njezin je najvažniji i najsloženiji dio jer je nemoguće trajno održati punu zaposlenost, stabilne cijene i slobodna tržišta. Kombinacija mjera antiinflacijske politike ovisi o uzroku/karakteru inflacije.
Za suzbijanje inflacije nastale viškom agregatne potražnje prema agregatnoj ponudi primjenjuje se ortodoksni antiinflacijski program – restriktivna monetarna politika (ograničavanje stopa rasta monetarnih agregata, kamata, deviznog tečaja) i restriktivna fiskalna politika (politika poreza, carina i ostalih davanja, politika državnih rashoda i dr.) u odgovarajućoj kombinaciji.
Troškovna inflacija i na njoj temeljena inercijska inflacija (inflacijska očekivanja) suzbija se mjerama heterodoksnog programa: uvođenje sidra (zamrznut ili utvrđen rast) za plaće, cijene, neke monetarne agregate i devizni tečaj. Ortodoksni antiinflacijski program u određenom razdoblju izaziva neizbježne recesijske posljedice. Borba protiv inflacije recesijom obično rezultira smanjenjem proizvodnje, zaposlenosti i potrošnje. Zbog toga se sve više primjenjuje politika dohodaka – kontrola plaća i cijena, dobrovoljne smjernice, porezna politika i strategija jačanja tržišta.
Cilj svake stabilizacijske ekonomske politike jest postići opću gospodarsku ravnotežu koja se očituje ostvarenjem pune zaposlenosti bez inflacije. No ekonomska ravnoteža naglašava kako nema nacionalnog gospodarstva koje istodobno može ostvarivati punu zaposlenost i stabilne cijene a imati slobodno tržište.
Postoje 3 mogućnosti ostvarivanja gospodarskog rasta naspram rastu cijena.
1. Gospodarski rast uz blago rastuće cijene
2. Gospodarski rast uz stabilne cijene
3. Gospodarski rast uz opadajuće cijene

Svaka od ovih varijanti ima svoje prednosti i nedostatke ali većina ekonomista smatra da blago rastuće cijene (3-4% godišnje) potiču rast ukupne proizvodnje, investicija i zaposlenosti. Gledano na dulji rok rezultat će biti stabilne cijene. No ipak pojava inflacije postavlja zadatke ekonomskoj politici. Ekonomska politika, u ovom slučaju antiinflacijska, teži stabiliziranju gospodarstva suzbijanjem dviju skupina posljedica inflacije. Dakle, cilj je suzbiti redistribuciju dohodaka i imovine i smanjiti stope rasta ekonomske aktivnosti.

## Suzbijanje inflacije potražnje
Da bi suzbili inflaciju potražnje treba suzbijati višak potražnje nad ponudom. Suzbijanje inflacije potražnje može se provoditi dvojakim mjerama:
1. Mjerama monetarno-kreditne politike – smanjuju količinu novca i kredita. Što dovodi do smanjenja investicija poduzetnika i pojedinaca, ali i smanjivanjem vladine potrošnje. Rezultat ovih mjera će biti manja zaposlenost, manji dohodak, manja potrošnja, manji inflacijski jaz (tj. inflacija)
2. Mjerama fiskalne politike – inflacija se može suzbiti i mjerama porezne politike i mjerama iz područja javnih rashoda.

Ako se povećaju porezi ili pak uvedu novi, doći će do smanjenja osobne potrošnje. Ako se smanje javni rashodi doći će do smanjena budžetske potrošnje. Krajni rezultat ovih mjera bit će smanjenje ukupne proizvodnje, zbog čega će doći do smanjivanja dohotka, a time i do smanjivanja inflacije.

## Suzbijanje inflacije troškova
S obzirom na to da se rast plaća smatra glavnim uzrokom inflacije troškova, mjere za suzbijanje te inflacije su usmjerene na ograničavanje rasta plaća sukladno rastu proizvodnost rada. Postoje i druge mjere antiinflacijske politike koja djeluje na ostale uzroke inflacije troškova. Suzbijanje inflacije troškova može se provoditi:
1. Antimonopolskom politikom
2. Stimulativnom ekspanzivno-kreditnom politikom
3. Blagom fiskalnom politikom za deficirane grane kako bi se ublažila ovisnost o uvozu i uvozna inflacija
4. Mjerama fiskalne politike usmjerenima na smanjenje poreza i doprinosa

Inflaciju troškova je teže suzbiti mjerama monetarne fiskalne politike nego što je to slučaj s inflacijom potražnje. Naime mjerama monetarne i fiskalne politike uglavnom se utječe na cijene. Tako proizvođači zbog zahtjeva za povećanjem plaća ostvaruju sve manju dobit. To dovodi do smanjenja investicijske potrošnje, smanjenju ukupne potražnje, ali u suprotnom smjeru može voditi i smanjenju stope rasta i razine nezaposlenosti.
Da bi se suzbila inflacija troškova putem ograničenja plaća, a potaknuo rast proizvodnosti rada najčešće se koristi politika dohodaka. Politika dohodaka sastoji se od aktivnosti vlade kojima ona pokušava obuzdati inflaciju izravnim mjerama, usmenim uvjeravanjem ili zakonskom kontrolom plaća i cijena. Bit te politike je da prosječne godišnje plaće mogu rasti onoliko koliko je rasla prosječna godišnja proizvodnost rada. Takav porast ne može voditi porastu cijena ili smanjivanju profita. No postoje iznimke koje govore o tome, da godišnje povećanje proizvodnosti ne mora pratiti iznimno veliko povećanje plaća, već se može ponuditi potrošačima po nižim cijenama.
Nedostaci politike dohotka su ti što se zapošljava veliki, skupi i stručni administrativni aparat, gubitak individualne slobode poduzetnika, pojave birokracije i korupcije i sl. Stoga se politika dohodaka najčešće promjenjuje kad se druge mjere pokažu nedjelotvornima.

## Suzbijanje strukturne inflacije
Mjere antiinflacijske politike koje se koriste u suzbijanju inflacije potražnje i inflacije troškova su neupotrebljive u suzbijanju strukturne inflacije. Ako se kojim slučajem one koriste u suzbijanju strukturne inflacije može doći do produbljivanja strukturne disproporcije. Izvore strukturne inflacije moguće je ublažiti:
1. Uklanjanjem zapreka izjednačavanju plaća zaposlenika u svim sektorima nacionalnog gospodarstva
2. Usmjeravanjem investicija u sektore koji se pokazuju neproporcionalnima prema ostalim sektorima nacionalnog gospodarstva

Može se zaključiti da upravo selektivno investiranje u sektore koji zaostaju temelj za uspješno suzbijanje strukturne inflacije.